# Moulin Rouge! (musical)
Moulin Rouge! De Musical is de musicalversie van de hitfilm Moulin Rouge! uit 2001.

## Geschiedenis & Nederlandse versie
De musicalversie ging op 10 juli 2018 in Emerson Colonial Theatre in Boston in première. De musical is geregisseerd door Baz Luhrmann en geschreven door Luhrmann en Craig Pearce.
De Nederlandse versie van de jukeboxmusical wordt geproduceerd door Stage Entertainment en ging op 19 september 2024 in première in het Beatrix Theater in Utrecht.

## Verhaal
Akte I
In de wijk Montmartre in Parijs, Frankrijk, aan het begin van de 20e eeuw, is de cabaretclub Moulin Rouge, "waar al je dromen uitkomen", in volle gang onder leiding van Harold Zidler. Christian arriveert met mede-bohemiens Henri de Toulouse-Lautrec en de Argentijn Santiago Diego Romero Ruiz.
De door geld gemotiveerde hertog van Monroth wordt geïntroduceerd ("Welcome To The Moulin Rouge"). Christian onderbreekt Zidler om een verhaal te beginnen over liefde, over een vrouw genaamd Satine.
Het verhaal begint in 1899, als Christian vanuit Lima, Ohio, aankomt in de wijk Montmartre in Parijs, waar hij Toulouse-Lautrec en Santiago ontmoet, die proberen een toneelstuk met liedjes erin te maken. De twee zijn onder de indruk van Christians singer-songwritertalenten en vragen hem om hulp om hun werk geproduceerd te krijgen in de Moulin Rouge. Het trio viert Boheemse idealen ("Truth, Beauty, Freedom, Love").
In de Moulin Rouge introduceert Zidler Satine, de ster van de club en een courtisane ("The Sparkling Diamond"). Nadat Satine heeft opgetreden, bereidt Zidler zich voor op een ontmoeting om indruk te maken op de hertog van Monroth, die zou kunnen investeren in de Moulin Rouge en deze zou kunnen redden van een financiële ondergang. Satine ziet Christian echter aan voor de hertog en nodigt hem uit in haar kleedkamer in "the Elephant" buiten de club ("Shut Up and Raise Your Glass").
Dansers in de club delen backstage hun zorgen met Satine over de financiële toekomst van de Moulin Rouge. Satine, die haar verslechterende conditie voor haar collega's verbergt, besluit sterk voor hen te blijven ("Firework"). Christian arriveert in de Olifant in de hoop indruk te maken op Satine met zijn muzikale talent, terwijl Satine bereid is hem te verleiden, in de veronderstelling dat hij de hertog is. Christian's ware identiteit wordt onthuld ("Your Song"). De hertog onderbreekt hen; Christian en Satine beweren dat ze tekstjes aan het oefenen waren voor een nieuwe show, Bohemian Rhapsody. Met de hulp van Zidler pitchen Christian, Satine, Toulouse en Santiago de show voor de hertog met een geïmproviseerd plot over een kwaadaardige gangster die probeert een onschuldig meisje te veroveren die van een arme zeeman houdt ("So Exciting! (The Pitch Song)"). De hertog besluit de show te steunen, en Zidler herinnert Satine eraan dat het haar plicht is om de hertog tevreden te houden in het belang van de Moulin Rouge. Ze wijst Christian af, de hertog keert terug en hij en Satine brengen de avond samen door ("Sympathy for the Duke").
In Montmartre deelt Toulouse met Christian dat hij vele jaren geleden verliefd werd op Satine, toen ze op straat leefde. Hoewel hij onder de indruk was van haar geest, was hij te verlegen om door de jaren heen zijn liefde voor haar te bekennen. Hij spoort Christian aan om voor Satine te vechten en dringt er bij hem op aan: "Het beste wat je ooit zult leren is gewoon lief te hebben en in ruil daarvoor geliefd te worden" ("Nature Boy"). Christian keert terug naar Satine om haar ervan te overtuigen dat ze samen moeten zijn. Met tegenzin beantwoordt ze uiteindelijk zijn genegenheid ("Elephant Love Medley").
Akte II
Twee maanden later zijn de repetities begonnen voor Bohemian Rhapsody. Christian en Satine blijven elkaar in het geheim zien, en Santiago wordt verliefd op danseres Nini ("Backstage Romance"). De spanningen tussen Toulouse en de controlerende hertog lopen op. Nini vertelt Satine dat ze voorzichtig moet zijn met haar relatie met Christian en de hertog tevreden moet houden, aangezien hij ooit een flesje zuur in het gezicht gooide van een andere vrouw die hem heeft verraden. Satine vertelt Christian dat hun relatie de show en de Moulin Rouge in gevaar brengt, maar hij reageert door een geheim liefdeslied te schrijven om hun liefde te bevestigen ("Come What May").
In de wijk Champs-Élysées vertelt de hertog aan Satine dat hij elk deel van haar wil, inclusief haar hart. Wanneer Satine protesteert dat ze niet "past" in de Parijse samenleving van de hogere klasse, hervormt hij haar imago tegen haar wensen in ("Only Girl in a Material World"). De hertog blijft zich bezighouden met de creatieve aspecten van Bohemian Rhapsody, tot frustratie van Toulouse. Het wordt duidelijk dat de show een metafoor is voor Christian, Satine en de hertog die, woedend als ze dit beseffen, dreigen zijn investering volledig te heroverwegen. Zidler herinnert Satine eraan dat alleen zij de hertog kan sussen. Satine's ziekte verergert, maar ze dringt er bij haar collega's op aan om niet te delen dat ze ziek is; ze wil vechten om de Moulin Rouge en het stuk levend te houden.
Toulouse en Santiago dringen er bij Christian op aan om Satine te vergeten en verder te gaan. Christian wordt dronken van absint en stelt zich Satine voor als The Green Fairy ("Chandelier"). Hij drukt zijn jaloezie en afkeer uit over het feit dat Satine bij de hertog is in plaats van bij hem, en negeert de waarschuwing van Zidler dat het liefhebben van een prostituee "altijd slecht eindigt" ("El Tango de Roxanne"). In zijn kasteel vertelt de hertog aan Satine dat hij Christian zal laten vermoorden als ze hem kiest. Christian probeert Satine over te halen om met hem mee te gaan, terwijl hij hun geheime lied zingt. Wetende dat Christian zou worden vermoord als ze iets anders zegt, vertelt Satine Christian dat ze niet van hem houdt. Christian vertrekt.
Christian laadt wanhopig een toneelpistool met echte kogels en is van plan zelfmoord te plegen op het podium tijdens de openingsavond van het stuk. Ondertussen verergert de ziekte van Satine dramatisch. Samen komen zij en Toulouse op tegen de hertog, die de Moulin Rouge verlaat voordat de voorstelling begint ("Crazy Rolling"). Terwijl Satine optreedt, komt Christian binnen en vraagt haar om hem aan te kijken terwijl hij het pistool naar zichzelf richt. Satine zingt hun geheime lied, dat zijn leven redt door hem te onthullen dat ze de hele tijd van hem hield. Na een laatste lied samen waarin de twee voor de laatste keer hun liefde bevestigen, zegt Satine tegen Christian dat hij "ons verhaal moet vertellen" en sterft in zijn armen ("Your Song" (reprise)). Christian verklaart dat het verhaal van hem en Satine voor altijd zal worden verteld ("Finale (Come What May)").

## Rolverdeling Nederland
| Rol                                                                      | Nederland (2024-) |
| ------------------------------------------------------------------------ | --- |
| Satine                                                                   | Keoma Aidhen |
| Alternate                                                                | Tessa-Sunniva van Tol, April Darby |
| Walk-in-Cover                                                            | Chayenne Lont |
| Cover                                                                    | Tjindjara Metschendorp |
| Nood-cover (éénmalig, 19 juli 2025)                                      | Shanna Slaap |
| Christian                                                                | Martijn Noort |
| Walk-in-Cover                                                            | Brecht van Arnhem, Owen Playfair |
| Harold Zidler                                                            | Carlo Boszhard |
| Alternate                                                                | Wim Van Den Driessche |
| Walk-in-Cover                                                            | Robbert van den Bergh |
| Cover                                                                    | Kelvin Wormgoor, Marlon David Henry |
| De Hertog van Monroth (André D'Harcourt Benichou, de Hertog van Monrath) | Nino Ruiter |
| Walk-in-Cover                                                            | Brecht van Arnhem |
| Cover                                                                    | Kelvin Wormgoor |
| Toulouse-Lautrec (Henri Marie Raymond de Toulouse-Lautrec-Monfa)         | Giovanni van Gom, Marlon David Henry |
| Walk-in-Cover                                                            | Owen Playfair |
| Cover                                                                    | Marlon David Henry, Jermaine Faber |
| Santiago (Santiago Diego Romero Ruiz)                                    | Alex Snova |
| Cover                                                                    | Nicola Trazzi, Sandro Mazzuferi, Andrea Spata |
| Nini                                                                     | Rosanne Rebergen |
| Cover                                                                    | Nathalie Chaves, Jessy Cuello |
| La Chocolat/ Ensemble                                                    | Fatty-Jay Shaw |
| Walk-in-Cover                                                            | Desi van Kessel |
| Cover                                                                    | Jamie Dors |
| Arabia                                                                   | Tjindjara Metschendorp |
| Walk-in-Cover                                                            | Desi van Kessel |
| Cover                                                                    | Desi van Kessel, Jessy Cuello, Noeï Lee |
| Baby Doll                                                                | Baptiste Vuylsteke |
| Cover                                                                    | Nassim Soussani, Elsa Dobrynina-Becks |
| Ensemble vrouwen                                                         | Elsa Dobrynina-Becks, Jamie Dors, Jessy Cuello, Mila, Heida, Nathalie Chaves, Pien de Laat, Daisy Quainton, Diana Herrera                                                                                |
| Ensemble mannen                                                          | Bram de Vet, Justin van de Ven, Kelvin Wormgoor, Robbert van den Bergh, Liam Peel, Marlon David Henry, Sandro Mazzuferi, Nassim Soussani, Nicola Trazzi, Patrick Whitbread, Andrea Spata, Stijn Holewijn |
| Swing                                                                    | David Sirianni, Kahlia Davis, Loek Meijer, Luna Maria Muller, Nathan Saxon, Nienke Rood, Tjesse Bleijenberg, Zoë Albers, Jack Dargan, Liam Peel, Melissa Damayanti, Swen Overman, Jermaine Faber         |
| Dance Captain                                                            | David Sirianni, Kahlia Davis |

## Creatieve medewerking
- script: John Logan
- regie: Alex Timbers
- choreografie: Sonya Tayeh
- associate choregraaf Nederand: Alessandro Pierotti
- vertaling script: Pith de Groot
- muzikaal leider: Marco Braam
- casting director: Jeroen Luiten
- technische supervisie: Ed Wielstra, Nanko Lute
- uitvoerend producent: Wendy Verhappen
- productioneel directeur/ executive producer: Sascha van den Tol
- producenten: Carmen Pavlovic, BillDamaschke & Gerry Ryan

## Liedjes (in volgorde van de show)
Akte 1
- Welcome To The Moulin Rouge!
- Truth Beauty Freedom Love
- The Sparkling Diamond
- Shut Up And Raise Your Glass
- Firework
- Your Song
- So Exciting! (The Pitch Song)
- Sympathy For The Duke
- Elephant Love Medley

Akte 2
- Backstage Romance
- Come What May
- Only Girl In A Material World
- Chandelier
- El Tango De Roxanne
- Crazy Rolling
- Your Song (Reprise)
- Finale (Come What May)
- More More More! (Encore)

'14-'18 · '40-'45 (België) · '40-'45 (Nederland) · 1830 · De 3 Biggetjes · 3 Musketiers · Aida · Albert I · Alice in Wonderland · A xXxmas Carola · Anatevka · Assepoester · Belle en het Beest · Billie Holiday · Bloedbroeders · The Bodyguard · Cabaret · Camelot · Cats · Chicago · Ciske de Rat · Cyrano de Bergerac · De Schone van Boskoop · Daens · Damiaan · Dirty Dancing · Doe Maar! · Domino · Doornroosje · Dracula · Drood · Elisabeth · Evita · Fame · De Finale · Flashdance · Foxtrot · Goodbye, Norma Jeane · Grease · Hair · High School Musical · De Jantjes · Jeanne d'Arc · Jekyll & Hyde · Jersey Boys · Jesus Christ Superstar · Kadanza · De kleine zeemeermin · Koning van Katoren · Kruimeltje · Kuifje: De Zonnetempel · Kunt u mij de weg naar Hamelen vertellen, mijnheer? · The Last Five Years · Lelies · The Lion King · The Little Mermaid · Love Story · Lover of Loser · Mamma Mia! · De man van La Mancha · Marie-Antoinette · Mary Poppins · Les Misérables · Miss Saigon · Moulin Rouge! De Musical · Muerto! · De Muze van Rubens · My Fair Lady · On Your Feet! · Op hoop van Zegen · Oorlogswinter · The Passion · Pauline & Paulette · The Phantom of the Opera · Pinokkio · Red Star Line · Rembrandt · Robin Hood · Romeo en Julia, van Haat tot Liefde · De Rozenoorlog · Rubens · Shhh...it happens! · Shrek · Soldaat van Oranje · Spring Awakening · De sprookjesmusical Klaas Vaak · Sneeuwwitje · The Sound of Music · Tarzan · Titanic · Turks fruit · Urinetown · De Vliegende Hollander · Wat Zien Ik?! · Wicked · The Wild Party · Willem & Frieda: Roze Verzet · The Wiz · Wickie de viking de musical
    Portaal Musical